# Нимбарка
Шри Нимбаркачарья (श्री निम्बार्काचार्य, англ. Sri Nimbarkacarya) — средневековый индийский кришнаитский теолог, гуру.
Был главным ачарьей в Кумара-сампрадае — одной из четырёх главных линий вайшнавских учителей и учеников. Его комментарий к «Веданта-сутрам» — Париджата-саурабха-бхашья — установил доктрину известную как Двайтадвайта-вада.
По преданию, он проповедовал кришнаизм за 4500 лет до пришествия Чайтаньи Махапрабху, однако исследователи относят его жизнь и деятельность к XI или к XIII веку. Ачарья Нимбарка был рождён деревне Мунгера Паттан в семье телугских брахманов Аруни Риши и Джаянти Деви и проповедовал философию преданного служения Кришне на основе принципа одновременного единства и отличия (двайтадвайта-вада).

## Труды
- «Ведантапариджтасаурабха» (Аромат небесного дерева веданты) — комментарий на «Брахма-сутру»
- «Сиддхантаратна» (Драгоценность доктрины)
- «Дашашлоки» — десять стихов, разъясняющих понимание Дживы, Ишвары и Джагата